# Adam Demos
Pour les articles homonymes, voir Demos.
Adam Demos est un acteur australien, né le 24 mai 1985 à Wollongong dans l'État de la Nouvelle-Galles du Sud en Australie. 
Il est connu pour le rôle de Jake Taylor dans le film Falling Inn Love (2019) et de Brad Simon dans la série Sex/Life (2021).

## Biographie
Adam est né et a grandi à Wollongong, une ville côtière de la Nouvelle-Galles du Sud, en Australie. Il commence à se confronter à la vie active en travaillant avec son père comme ouvrier du bâtiment. À 23 ans, il décide de tenter sa chance et s’inscrit à la Screenwise Film and TV Acting School de Sydney.

### Carrière
Après une série de rôles mineurs, en 2017 il a été choisi pour jouer Nate Baldwin dans la série australienne Janet King (en). L'année suivante, il a ensuite obtenu le rôle d'August Walker dans la série américaine Unreal aux côtés de Shiri Appleby, Constance Zimmer et Jeffrey Bowyer-Chapman.
En 2019, il tient le premier rôle d'un film original Netflix avec Christina Milian, dans lequel il interprète Jake Taylor dans la comédie romantique américaine Falling Inn Love réalisée par Roger Kumble. Sur le tournage qui a eu lieu en Nouvelle-Zélande, il retrouve sa co-star d'Unreal, Jeffrey Bowyer-Chapman.
Le 5 mars 2020, il a été choisi pour interpréter le rôle principal de Brad Simon dans la série Sex/Life créée par Stacy Rukeyser aux côtés de Sarah Shahi, Mike Vogel, et de Margaret Odette. La série est inspirée du roman "44 Chapters About 4 Men" de BB Easton. La série est diffusée depuis le 25 juin sur Netflix.

### Vie privée
Il est le cousin du basketteur australien Tyson Demos.
Depuis octobre 2020, il est en couple avec l'actrice Sarah Shahi, sa co-star sur la série Sex/Life,.

## Filmographie

### Cinéma
- 2016 : Cooped Up de Kane Guglielmi : Ross
- 2019 : Falling Inn Love de Roger Kumble : Jake Taylor (Netflix)
- 2022 : Un Accord Parfait de Stuart McDonald : Max (Netflix)

### Séries télévisées
- 2017 : Janet King : Nate Baldwin (saison 3 - 7 épisodes)
- 2018 : Unreal : August Walker (saisons 3 et 4 - 18 épisodes)
- 2021-2023 : Sex/Life :  Brad Simon (rôle principal)
- 2024 - .... : Rescue Hi-Surf : Will Ready

## Voix françaises
Les voix françaises d'Adam Demos :
- Stanislas Forlani dans :
  - Unreal (série télévisée)
  - Sex/Life (série télévisée)
- Eilias Changuel dans Falling Inn Love
- Damien Ferrette  dans Un accord parfait